# Thief River Falls
Thief River Falls je město v americkém státě Minnesota v Pennington County, jehož je sídlem. V roce 2010 zde žilo 8573 obyvatel.
Město se nachází na soutoku řeky Červeného jezera a řeky Thief ve vzdálenosti 110 km jižně od americko-kanadská státní hranice a 84 km severovýchodně od Grand Forks v Severní Dakotě. Tři hlavní silnice, které se ve městě setkávají jsou U.S. Highway 59 a Minnesota State Highway 1 a 32.